# Mexikanische Amerikaner

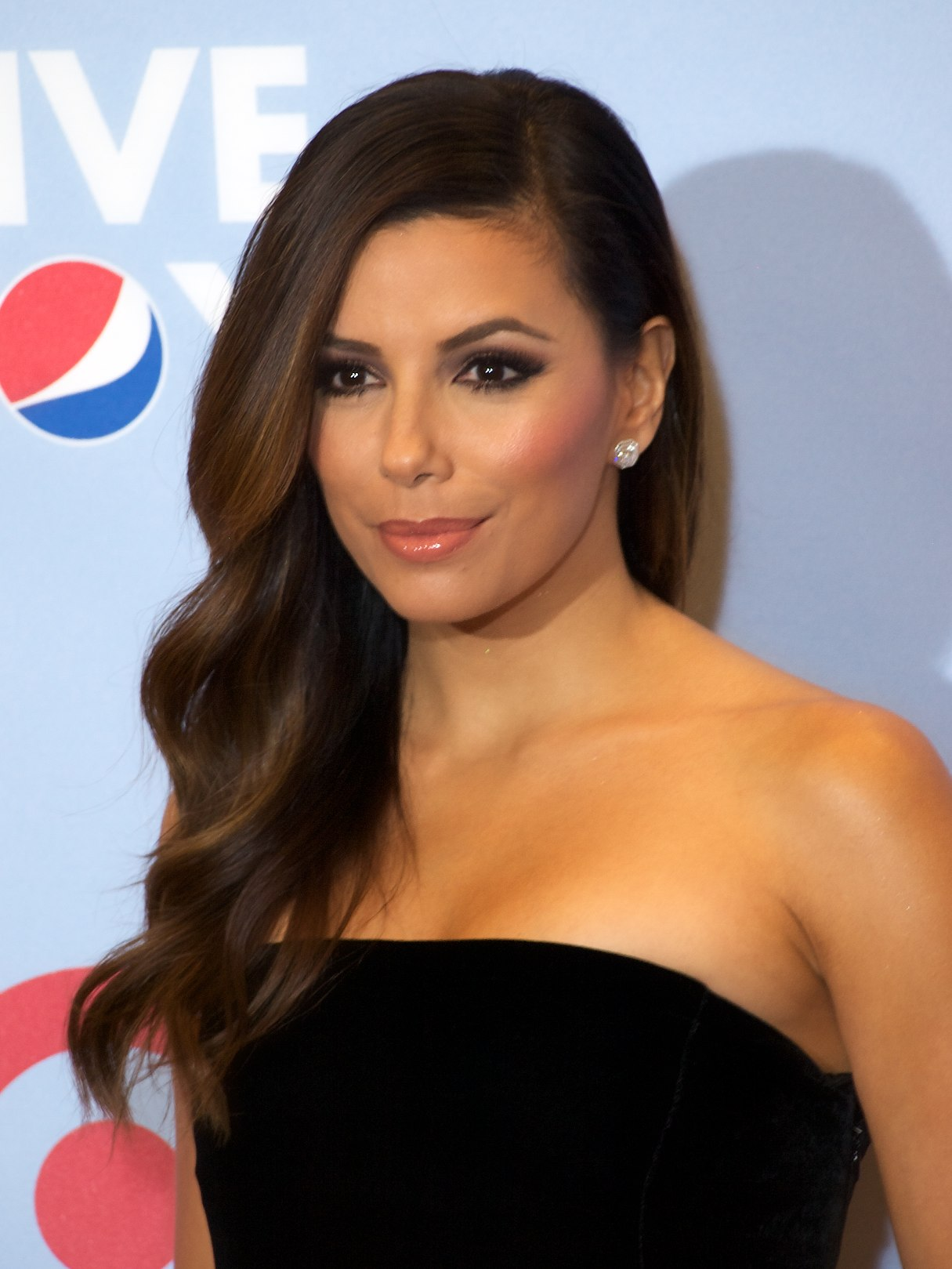
Eva Longoria (2012)

Als mexikanische Amerikaner (Mexican Americans) werden in den USA Bürger bezeichnet, die selbst oder deren Vorfahren in Mexiko geboren wurden. Sie machen etwa 63 % der Hispanics aus. Nach Angaben des statistischen Bundesamts der USA gab es 2016 36,2 Millionen Amerikaner, deren Vorfahren mexikanisch waren. Umgangssprachlich werden sie als Chicanos bezeichnet, in Texas nennen sie sich auch Tejanos.

## Geschichte
Die Geschichte der mexikanischen Amerikaner umfasst mehr als 400 Jahre und unterscheidet sich innerhalb der Vereinigten Staaten von Region zu Region. Mexikanische Amerikaner waren ursprünglich in den Bundesstaaten konzentriert, die früher zu Mexiko gehört hatten, vor allem Kalifornien, Arizona, New Mexico, Colorado und Texas. Als sie während des Ersten Weltkriegs Jobs in der Stahlindustrie fanden, begannen sie sich in San Diego, Los Angeles, Chicago und anderen stahlproduzierenden Regionen niederzulassen. In der jüngeren Vergangenheit haben Immigranten aus Mexiko einen großen Teil der Arbeitskräfte in der Fleischindustrie im Mittleren Westen, der Landwirtschaft im Südosten der Vereinigten Staaten und im ganzen Land in der Bauwirtschaft, im Landschaftsbau, in Restaurants und Hotels und in anderen Dienstleistungsbetrieben gestellt.
Die Identität mexikanischer Amerikaner wandelte sich im Laufe der Jahre tiefgreifend. In den letzten 100 Jahren haben sie für ihr Recht zu wählen und gegen Diskriminierung im Bildungswesen und auf dem Arbeitsmarkt gekämpft und sich für ihren sozialen und wirtschaftlichen Fortschritt engagiert. Gleichzeitig haben viele von ihnen versucht, die Identität ihrer Gemeinschaft zu definieren und zu bewahren. In den 1960er und 1970er Jahren wandten sich Latino bzw. Hispanics-Studenten dem Nationalismus zu und Meinungsverschiedenheiten über den angemessenen Namen für Mitglieder der Gemeinschaft – Chicano, Latino, Mexican Americans, Hispanics oder einfach La Raza – verbanden sich mit tiefer gehenden Differenzen darüber, ob man sich in die angloamerikanische Gesellschaft integrieren oder getrennt von ihr bleiben sollte. Dazu kamen Differenzen zwischen mexikanischen Amerikanern, deren Familien schon eine oder mehrere Generationen in den USA lebten, und neu eingewanderten Migranten aus Mexiko.

### Definition
Mexikanische Amerikaner sind eine Teilgruppe der Hispanics. Sie können Immigranten oder Nachkommen von vor Jahrzehnten in die USA eingewanderten Mexikanern oder der Siedler sein, die in den heutigen Südwesten der USA kamen, als das Land unter spanischer bzw. mexikanischer Herrschaft war. Manche sind einsprachig, andere zweisprachig oder polyglott.

### Vor der Gründung der Vereinigten Staaten
Texas, New Mexico, Arizona, Nevada, Utah, Kalifornien und Teile von Colorado und Wyoming waren Teil von Neuspanien und wurden später ein Teil der neu gegründeten mexikanischen Republik. Die Spanier kamen im 16. Jahrhundert in diese Region und begannen mit der Besiedlung in einer Gegend, die heute zu New Mexico gehört. Diese Gemeinden lebten in der Nachbarschaft von indigenen Gruppen und bis zu einem gewissen Grad vermischten sie sich mit ihnen.
In Kalifornien bildeten die Franziskaner die Vorhut der spanischen Kolonisierung und gründeten eine Reihe von Missionsstationen in den Küstenregionen Kaliforniens. Diese Missionen waren sowohl wirtschaftliche als auch religiöse Institutionen und zwangen der indigenen Bevölkerung eine Form der Knechtschaft (einschließlich Zwangsarbeit) auf. Zusammen mit dem System der Forts und Landzuteilungen für Favoriten des Königs ermöglichten sie die spanische Besiedlung des westlichen Kaliforniens.
In anderen Teilen des heutigen Südwestens waren die Missionen weniger erfolgreich. Spanischsprachige Siedlungen etablierten sich in Gebieten, die heute zu Arizona, New Mexico, Colorado und Texas gehören.

### Integration der spanischsprachigen Bevölkerung
Die neuen Vereinigten Staaten gerieten seit den 1830er Jahren in Konflikt mit Mexiko. Neue angloamerikanische Siedlungen und die Sklaverei breiteten sich in dem „Tejas“ genannten Gebiet aus, das zu Mexiko gehörte. Nach dem Mexikanisch-Amerikanischen Krieg (1846–1848), dem Vertrag von Guadalupe Hidalgo von 1848 und dem Gadsden-Kauf von 1853 gehörte etwa die Hälfte des früheren Staatsgebiets von Mexiko zu den USA. Die große Mehrheit der spanischsprachigen Bevölkerung blieb und ein Teil wurde Bürger der USA. Zunächst unterstützte sie im Allgemeinen die neue Regierung. Die mexikanische Regierung war unter dem General Antonio López de Santa Anna despotisch geworden und die Regierung der USA gewährte Schutz vor Überfällen der Indianer, die Mexiko nicht verhindert hatte. Überdies bedeutet die neue Situation für die Region das Ende der Bürgerkriege, die Mexiko damals in Atem hielten und schien auf lange Sicht Wohlstand zu versprechen.
Obwohl der Vertrag den Landbesitzern der neu erworbenen Territorien versprach, dass ihr Eigentum geschützt würde als ob sie Bürger der USA wären, verloren dennoch viele frühere Bürger Mexikos durch Prozesse vor den Gerichten der Bundesstaaten und vor den Bundesgerichten sowie durch später erlassene Gesetze ihr Land. Selbst Gesetze wie der California Land Act von 1851, die dazu gedacht waren, die Personen zu schützen, die zum Zeitpunkt der Erweiterung der USA Eigentümer waren, hatten die Enteignung der Californios (spanischsprachige Kalifornier) zur Folge, da sie durch die Kosten für jahrelange Rechtsstreitigkeiten über Landtitel ruiniert wurden.
Der Verlust der Eigentumsrechte in New Mexico schuf eine große landlose Bevölkerung, die den Mächten feindlich gesinnt war, die ihnen ihr Land weggenommen hatten. Nachdem es dem Santa Fe Ring gelungen war, Tausende von Landbesitzern in New Mexico zu enteignen, rissen Gruppen wie Las Gorras Blancas Zäune nieder und brannten Farmgebäude der Eindringlinge nieder. Im westlichen Texas wurde aus dem Kampf der San Elizario Salt War, in dessen Verlauf die spanischsprachige Mehrheit die Kapitulation der Texas Rangers erzwang, aber am Ende dennoch ihren Einfluss, ihre Ämter und ihre wirtschaftliche Macht einbüßte.
In anderen Gebieten, besonders in Texas und Kalifornien, wurden die hispanischen Bewohner einfach durch die schiere Zahl der angloamerikanischen Siedler überwältigt, die beispielsweise zunächst in Nordkalifornien durch den kalifornischen Goldrausch und Jahrzehnte später durch den Boom in Südkalifornien angelockt wurden. Angloamerikanische Goldsucher vertrieben hispanische Konkurrenten aus ihren Camps, verboten es nicht-angloamerikanischen Bewohnern vor Gericht auszusagen und setzten diskriminatorische Praktiken durch, die vergleichbar sind mit den Jim-Crow-Gesetzen gegen die Afroamerikaner. Einige Hispanics, unter denen Joaquín Murrieta ein legendäres und Tiburcio Vásquez ein reales Beispiel waren, antworteten, indem sie zu Banditen wurden. Während des Goldrauschs wanderten mexikanische Bergleute nach Kalifornien ein.

### 1850er Jahre
In den 1850er Jahren lebten über 20.000 Tejanos in Südtexas. Die Sozialstruktur analysierte der Historiker Radolph Campbell wie folgt:
Südtexaner hispanischer Herkunft lebten vor dem Bürgerkrieg in einer dreischichtigen Gesellschaft. Ganz oben stand eine landbesitzende Elite, die Besitzer großer Ranches, von denen viele aus Haziendas aus der Zeit der spanischen Kolonialherrschaft hervorgegangen waren. Die Elite gründete ihr ökonomisches Leben auf die Viehwirtschaft. Sie verkauften einiges Vieh in Mexiko und Louisiana und exportierten Tierhäute und Talg, aber der Zugang zu großen städtischen Märkten außerhalb der Region war so begrenzt, dass die Rancher von Südtexas in den Vorkriegsjahren keine Geschäfte im großen Stil tätigten. Dies scheint die meisten unter ihnen nicht gestört zu haben, da sie ihre Ranches eher als einen Lebensstil denn als eine wirtschaftliche Investition betrachteten und sich so darauf konzentrierten ihr Eigentum zu bewahren und Gewinne zu machen ...
Die kleinen Landbesitzer nahmen in der südtexanischen Ökonomie und sozialen Hierarchie den zweiten Rang ein. Diese Rancheros lebten in einräumigen Lehmhäusern und verbrachten ihre meiste Zeit damit, sich um ihre kleinen Herden aus Pferden und Rindern zu kümmern. Obwohl sie einen kleineren Teil der Bevölkerung ausmachten, können sie mit den einfachen Angloamerikanern in Osttexas verglichen werden. Sie unterschieden sich von der Elite nur durch die Größe ihres Besitzes, nicht in Bezug auf die Abhängigkeit von ihrem Land oder in Bezug auf den Lebensstil, den sie zu verwirklichen strebten.
Schließlich gab es in Südtexas die untere Klasse, die aus Peons, Vaqueros und Fuhrleuten bestand. Peóns hatten einen Status oberhalb dem der Sklaven im Texas der Vorkriegszeit, aber unterhalb des wirklich freien Menschen. Sie besaßen kein Eigentum, konnten ohne die Genehmigung des Gutsbesitzers nicht reisen oder einen Arzt rufen und brauchten bei einer Heirat seine Zustimmung. Wenn ein Peón eines Vergehens beschuldigt wurde, war der Gutsbesitzer Jury und Richter zugleich. Andererseits waren Peóns kein Eigentum und konnten daher nicht gekauft oder verkauft werden oder als persönliches Vieh behandelt werden. Einen schlecht definierten Platz zwischen den Sklaven und den Freien einnehmend, dienten sie den oberen Klassen als 'treue Diener'.
Sie arbeiteten auf Anweisung der Patrons – pflanzten und ernteten, hüteten Ziegen, gruben Brunnen und erledigten jedwede Art von manueller Arbeit, die anfiel. Als Gegenleistung erhielten sie Löhne oder Kredite im Laden des Gutsbesitzers, die so niedrig waren, dass sie immer verschuldet waren. Sie lebten in Jacales, kleinen einräumigen Hütten aus Lehm oder sonst einem gerade verfügbaren Material und strohbedeckten Dächern. Der eine Raum diente als Aufenthalts- und Schlafraum; Kochen und Essen fand innerhalb einer separaten Umzäunung statt, die aus Gras oder Getreidehalmen bestand.
Zur armen landlosen Klasse gehörten auch die Vaqueros, die die Herden führten und sich um das Vieh kümmerten. Die Ranchbesitzer und die Priester der Missionsstationen sahen es im Allgemeinen als unter ihrer Würde an solche Arbeit zu tun und sahen diese ersten Cowboys Texas’ einfach als Arbeiter, die Pferde ritten. Niemand unter den Beteiligten hätte sich damals vorstellen können, dass Millionen von Amerikanern eines Tages die Arbeit mit dem Vieh als den ultimativ romantischen und heroischen Teil der texanischen Vergangenheit sehen würden. Zumindest waren Vaqueros, was zu ihrem zukünftigen Image passte, unabhängiger als Peóns. Sie waren nicht an das Land gebunden und konnten sogar erwarten, eines Tages selbst Land zu erwerben.
Die Fuhrleute lebten in San Antonio oder entlang der Straße, die von dieser Stadt nach Indianola führt und verdienten ihren Lebensunterhalt, indem sie Nahrungsmittel und andere Waren von der Küste ins Landesinnere transportierten. Sie benützten Ochsenkarren und hatten auf dieser Route quasi ein Monopol, da sie die Güter schnell und billig transportierten. Angloamerikanische Wettbewerber tauchten in den 1850er Jahren auf, schafften es aber nicht mit den Tarifen der Tejanos zu konkurrieren. Der Transport mit den Ochsenkarren scheint das lukrativste Geschäft gewesen zu sein, das armen Tejanos damals offenstand.

In Teilen von Südtexas und des südlichen Arizona vermochten es mexikanische Amerikaner Positionen in der lokalen Verwaltung zu bekommen und in New Mexico stellten sie bis Ende des 19. Jahrhunderts die Mehrheit der Bevölkerung. Die Bundesregierung verzögerte die Anerkennung New Mexicos als Bundesstaat, weil seine Führung von mexikanischen Amerikanern dominiert wurde.
Trotz der partiellen Integration bewahrten viele mexikanische Amerikaner ihre Sprache und Kultur. Sie waren dabei dort am erfolgreichsten, wo sie ein gewisses Maß an politischer und ökonomischer Macht bewahrt hatten, wo die Segregation ihnen Isolierung aufzwang und dort, wo Immigranten aus Mexiko einen erheblichen Teil der Bevölkerung ausmachten.

### Beginn des 21. Jahrhunderts
Das Wohlstandsgefälle zwischen den USA und Mexiko ist weiterhin groß und so hält der Zustrom illegaler Einwanderer an; die Grenze zwischen den Vereinigten Staaten und Mexiko wurde stärker abgesichert und kontrolliert. Die Kinder illegalisierter Einwanderer gelten ebenfalls als „Illegale“, gleichzeitig sucht die Politik nach Wegen, ihnen bessere Chancen zu eröffnen. Zwischen 2005 und 2013 kehrten über eine halbe Million junger Illegaler, häufig unfreiwillig, nach Mexiko zurück. Eine Legalisierung von insgesamt 11 Millionen illegalen Einwanderern war für 2014 geplant und fand im US-Senat eine Mehrheit, wurde im Abgeordnetenhaus aber nicht zur Abstimmung gestellt.
Donald Trump machte im siegreichen Präsidentschaftswahlkampf 2016 die Grenzmauer zu Mexiko und die illegale Einwanderung in die USA zu großen Themen. Im Präsidentschaftswahlkampf 2024, den er wie 2016 für sich entscheiden konnte, behauptete er, Migranten würden „das Blut des Landes vergiften“ (poisoning the blood of the country).

## Gebiete mit hohem Bevölkerungsanteil an mexikanischen Amerikanern
Gebiete, in denen ein besonders hoher Anteil von mexikanischen Amerikanern lebt, sind der Südwesten der USA und der Mittlere Westen. Im Südwesten von Texas, in Chicago, Los Angeles, Detroit, Kansas City, St. Louis, Milwaukee und Minneapolis und in St. Paul, Minnesota gibt es große mexikanisch-amerikanische Gemeinden. Isolierte Gemeinden in überwiegend ländlichen Gegenden finden sich in Florida und North Carolina. Eine wachsende Population gibt es auch in südöstlichen Staaten der USA wie Georgia, Oklahoma, Tennessee, Alabama und Arkansas. Die mexikanisch-amerikanische Bevölkerung wächst auch in den Ostküstenstädten Washington, New York, Miami und Philadelphia.

## Klassifizierung durch das statistische Bundesamt der USA
Bevor die Grenzen der USA westwärts verschoben wurden, galt in den zum spanischen Kolonialreich gehörenden Regionen im 16. Jahrhundert ein komplettes System von Castas, das Menschen aufgrund ihrer ethnischen und geographischen Herkunft einstufte.
Als die USA expandierten, änderte das statistische Bundesamt der USA die traditionell ethnischen Klassifikationsmethoden für mexikanische Amerikaner, für die das Recht der USA galt:
Von 1790 bis 1850 gab es keine spezielle Klassifizierung für mexikanische Amerikaner, die einzigen ethnischen Kategorien, die das statistische Bundesamt anerkannte, waren Weiß und Schwarz. Das Amt schätzt, dass in diesem Zeitraum, der Anteil der Personen, die nicht als weiß oder schwarz kategorisiert werden konnten, 0,25 % der gesamten Bevölkerung nicht überschritt, wenn man die Zahlen der Volkszählung von 1860 zugrunde legt.
Von 1850 bis 1920 wurden die ethnischen Kategorien erweitert, um zu verschiedenen Zeitpunkten Mulatten, Amerikanische Indianer, Chinesen, Japaner, Filipinos, Hindus und Koreaner einzuschließen, klassifizierte aber Mexikaner und mexikanische Amerikaner weiterhin als Weiße.
Auf dem Formular für die Volkszählung 1930 wurde nach „Farbe oder Rasse“ gefragt. Das auswertende Personal bekam die Anweisungen: „schreibe ‚W‘ für Weißer; ‚Mex‘ für Mexikaner.“

### Klassifikation nach Sprache, Geburtsort, Nachnamen oder Eigenangabe der Herkunft
Bei der Volkszählung von 1940 galten mexikanische Amerikaner wieder als Weiße. Den Anweisungen für die Zähler zufolge sollten Mexikaner als Weiße gezählt werden, es sei denn, sie wären definitiv indigen oder sonstige Nichtweiße („Mexicans – Report ‚White‘ (W) for Mexicans unless they are definitely of indigenous or other nonwhite race.“) Während der gleichen Volkszählung begann das Büro jedoch auch die „Weiße Bevölkerung spanischer Muttersprache“ zu erfassen. Diese Praxis setzte sich bei der Volkszählung von 1960 fort.
Die Volkszählung 1960 kannte auch die Rubrik „Amerikaner mit spanischen Nachnamen“ („Spanish- surnamed American“), um mexikanische Amerikaner zu erfassen, rubrizierte aber auch Kubano-Amerikaner und Puerto Ricaner unter derselben Kategorie.
1970 klassifizierten die mexikanischen Amerikaner sich selbst als Weiße. Hispanische Individuen, die sich selbst als ethnisch, als „Andere“ (Other), eingestuft hatten, wurden vom Census Bureau als Weiße umklassifiziert. Während dieser Volkszählung versuchte das Bureau alle Hispanics mit Hilfe folgender Kriterien zu erfassen:
- Spanisch sprechende Personen und Personen, die zu einem Haushalt gehören dessen Haushaltsvorstand spanischsprechend ist
- Personen mit spanischem Erbe durch Geburtsort oder Nachnamen
- Personen, die sich selbst einen hispanischen Ursprung oder eine hispanische Herkunft zusprechen

- Seit 1980 versucht das Statistikamt, Daten über alle Personen hispanischer Herkunft zu sammeln. Es hat festgestellt, dass eine wachsende Zahl der befragten Personen sich selbst eine spanische Herkunft aber nicht „Weiß“ als ‚Rasse’ zuschreiben.[10]

### Politik der ethnischen Klassifikation
In der gesamten Geschichte der USA sind viele mexikanische Amerikaner von Amerikanern sozial als nicht weiß eingestuft worden, obwohl die Kriterien der Volkszählung und juristische Konstruktionen sie als ‚weiß’ klassifizierten.
Dennoch war es Mexikanern (anders als Schwarzen oder Asiaten) in den Zeiten, in denen ihnen durchgängig der Status von ‘Weißen’ zuerkannt wurde, erlaubt, Personen zu heiraten, die heute als „nicht-hispanische Weiße“ bezeichnet werden.
Es wurde ihnen erlaubt, bei der Ankunft die US-Staatsbürgerschaft zu erwerben; während des Zweiten Weltkriegs dienten sie in weißen Einheiten; sie konnten wählen und hatten Wahlämter in Texas, besonders in San Antonio, inne; sie bestimmten in New Mexico die Politik des Staates und machten seit Kolonialzeiten in manchen Gegenden den größten Teil der Elite aus; sie gingen in gemischte Schulen in Central Texas und Los Angeles. Asiaten war es verboten, mexikanische Amerikaner zu heiraten, weil diese vor dem Gesetz als Weiße galten.
Alle Mexikaner galten aufgrund solcher juristischer Verpflichtungen als weiß, die aus Verträgen hervorgingen, die zu einer Zeit abgeschlossen wurden als Weiß-sein Voraussetzung für den Erwerb der US-Staatsbürgerschaft war.

## Ökonomische und soziale Fragen
César Chávez, Gründer der Landarbeitergewerkschaft United Farm Workers und Bürgerrechtsaktivist in den 1960ern und 1970ern, rief zur Organisation von Gruppen auf, die die Arbeiter unterstützten und erweiterte die politische Repräsentation der mexikanischen Amerikaner.
Die Wirtschaft benötigt seit langem Arbeitskräfte im Dienstleistungssektor, in der Industrie, in der Landwirtschaft, und qualifizierte Handwerker. Mexikanische Arbeiter haben gewöhnlich dieser Nachfrage nach billigen Arbeitskräften entsprochen. Die Angst davor, entdeckt und deportiert zu werden, hält viele illegalisierte Arbeiter davon ab, wohlfahrtsstaatliche Programme in Anspruch zu nehmen oder mit den Behörden in Kontakt zu treten, was sie der verstärkten Ausbeutung durch Unternehmer ausliefert. Einige Arbeitgeber haben im letzten Jahrzehnt eine „frag nichts, sag nichts“-Haltung entwickelt, die eine entspanntere Haltung zur Beschäftigung von illegalisierten Mexikanern anzeigt.
Die Immigration ist in den USA Gegenstand großer politischer Auseinandersetzungen. Im Mai 2006 gingen Millionen illegalisierter Immigranten mexikanischer und anderer Nationalität auf die Straße, um für eine Änderung der Immigrationsgesetze zu demonstrieren. Sie hofften auf eine Amnestie, die es ihnen erlauben würde, die US-Staatsbürgerschaft zu erhalten. Eine ähnliche Amnestie hatte es 1986 gegeben.
In US-Bundesstaaten wie Kalifornien oder Texas, in denen mexikanische Amerikaner einen großen Teil der Bevölkerung stellen, nehmen illegalisierte Einwanderer und mexikanische Amerikaner fast alle Arbeitsplätze im Blue-Collar-Bereich ein: Sie arbeiten in Restaurants, als Reinigungskräfte, Lastwagenfahrer, Gärtner, Bauarbeiter, Transportarbeiter oder üben eine andere manuelle Arbeit aus. In vielen dieser Orte mit einer großen Latino-Bevölkerung werden Arbeiter allgemein für mexikanische Amerikaner gehalten, da diese Gruppe in diesem Bereich dominiert. Gelegentlich kommt es zu Spannungen zwischen mexikanischen Amerikanern und anderen ethnischen Gruppen, aufgrund von Sorgen um die Verfügbarkeit von Arbeiterklasse-Jobs für nicht-hispanische ethnische Gruppen. Spannungen sind auch zwischen amerikanischen hispanischen Arbeitern und mexikanischen Arbeitern aufgetreten, da erstere durch billige mexikanische Arbeit verdrängt wurden; afroamerikanische Arbeiter sind zum Teil der Ansicht, dass mexikanische Arbeiter rascher vorwärtskommen als in den USA geborene schwarze Arbeiter. Dies hat im Südwesten der USA zu Spannungen zwischen Schwarzen und Mexikanern geführt.

## Diskriminierung und Stereotype
In den USA waren Chicanos durchgängig negativen Stereotypen ausgesetzt, die auch in den Massenmedien zirkulierten und unter anderem das Bild von Chicanos als Straßenkriminelle, Feldarbeiter und illegale Immigranten transportierten. In den 1940ern wurden Chicanos in Zeitungen und Krimis häufig als illoyale „Fremde“ oder als Mörder dargestellt, die anglo-weiße Polizisten angreifen.
Damit einher ging Diskriminierung, beispielsweise bei der Arbeitssuche, der Aufnahme auf gute Schulen oder der Kreditvergabe. Private Clubs nahmen häufig weder Chicanos noch Schwarze oder Juden auf. In den südwestlichen Staaten lebte ein Großteil mexikanischer Amerikaner aufgrund von Gesetzen und der Geschäftspolitik von Immobilienunternehmen in getrennten Wohngebieten. Diese Praktiken, die als Redlining bekannt sind, dauerten mindestens bis in die 50er Jahre an und entsprachen der offiziellen Rassentrennung.
Zudem waren Chicanos häufig Ziel rassistisch motivierter Angriffe, zum Beispiel vom Ku-Klux-Klan, der in den 1920er Jahren in Texas großen Einfluss hatte. Neonazis griffen in den 1990ern einige Latinos an, die ihrer Ansicht nach „mexikanisch“ oder wie „illegale Ausländer“ aussahen.
Die Chicano-Literatur thematisiert häufig auch Diskriminierung und Stereotype.
Berühmte Chicanos wie der Folkmusiker Lalo Guerrero machten sich, u. a. in musikalischen Komödien, mit Liedern wie „Yes, There are No Tortillas“, „No Chicanos on TV“ und „Pancho Sánchez“ über Stereotype lustig.
Aber auch innerhalb der mexikanischstämmigen Bevölkerung gab und gibt es gegenseitige Diskriminierungen; so werden beispielsweise Chicanos, die nicht oder nur noch ungenügend Spanisch sprechen, von anderen Latinos abwertend als „Pochos“ bezeichnet. Der selbsternannte „Mexikanische Elvis“ El Vez spielt in seinen Liedern, oft sozialkritische Umdichtungen von Elvis-Klassikern, mit Stereotypen und deutet dieses Schimpfwort in seinem Lied „Soy un Pocho“ positiv um:

“To be a Chicano is more than a language / I’m not white bread but I am a sandwich.”

„Ein Chicano zu sein geht über die Sprache hinaus / Ich bin kein Weißbrot, sondern ein Sandwich“

## Sozialer Status und Assimilation
Barrow (2005) zufolge sind im 21. Jahrhundert das Pro-Kopf-Einkommen und das Haushaltseinkommen für mexikanische Amerikaner gestiegen. Sie sind in den USA geboren, verdienen mehr und sind häufiger in den mittleren und oberen Einkommensgruppen vertreten als kürzlich angekommene Migranten. In den Berufen, die eine akademische Ausbildung voraussetzen, sind sie wenig vertreten.
Samuel P. Huntington (2005) argumentiert, die schiere Zahl der hispanischen Immigranten, ihre Konzentration, sprachliche Homogenität und andere Charakteristika würden die Dominanz des Englischen als die Nation einigendes Band schwächen, die herrschenden kulturellen Werte untergraben und dazu führen, dass der Identifizierung mit der eigenen ethnischen Gruppe mehr Gewicht zugemessen werde als der Identifizierung mit der amerikanischen Nation.
Indem sie diese Hypothesen mit Daten aus der offiziellen Statistik sowie Meinungsumfragen in Los Angeles testeten, zeigten Citrin et al. (2007), dass Hispanics bereits in der zweiten Generation vorrangig Englisch lernen und dass bei ihnen der Gebrauch des Spanischen abnimmt; sie sind nicht mehr oder weniger religiös als im Land geborene Weiße und sind auch der Arbeitsethik nicht weniger verpflichtet. Überdies lehnt eine Mehrheit der Hispanics eine rein ethnische Identifizierung ab und der auf die USA bezogene Patriotismus nimmt von Generation zu Generation zu. So scheint gegenwärtig das traditionelle Muster politischer Assimilation zu überwiegen.
South et al. (2005) untersuchten die räumliche Assimilation und die geographische Mobilität von Hispanics. In einer Langzeituntersuchung von 700 mexikanischen, puerto-ricanischen und kubanischen Immigranten von 1990 bis 1995 fanden sie die Hypothesen, die aus der klassischen Theorie der Assimilation hervorgehen, bestätigt. Ein hohes Einkommen, der Gebrauch der englischen Sprache und das Eingebettetsein in angloamerikanische soziale Kontexte ließen den Umzug in eine englischsprachige Nachbarschaft wahrscheinlicher werden. Die amerikanische Staatsbürgerschaft und die Dauer des Aufenthalts korrelierten positiv mit der geographischen Mobilität hin zu englischsprachigen Nachbarschaften, während der Kontakt mit der eigenen ethischen Gruppe negativ mit dieser Form der Mobilität korrelierte.
Der österreichische Dokumentarfilm Die fünf Himmelsrichtungen von 2009 befasst sich mit mexikanischen Gastarbeitern in den USA.

## Nachweise
1. ↑  2016 American Community Survey 1-Year Estimates. In: American FactFinder. United States Census Bureau, archiviert vom Original (nicht mehr online verfügbar) am 14. Februar 2020; abgerufen am 18. September 2017 (englisch).  Info: Der Archivlink wurde automatisch eingesetzt und noch nicht geprüft. Bitte prüfe Original- und Archivlink gemäß Anleitung und entferne dann diesen Hinweis.
2. ↑  "Gone to Texas: A History of the Lone Star State."  S. 190–191
3. ↑  Verena Klein: Die Angst lebt mit; illegale Einwanderer in den USA. dw.de, 24. November 2012, abgerufen am 21. Juli 2014
4. ↑  Sonja Peteranderl: Abgeschoben und aufgestiegen. spiegel.de, 21. Juli 2014, abgerufen am 21. Juli 2014
5. ↑  Sebastian Fischer: Gescheiterte US-Einwanderungsreform: Obamas Grenz-Erfahrung. spiegel.de, 1. Juli 2014, abgerufen am 21. Juli 2014
6. ↑  ‘Infested,’ ‘Bloodbath, ‘Vermin’: A Guide to Trump’s Fascist Rhetoric
7. ↑  Trump Vows to Amp Up the Hitler Talk
8. ↑  Racial Classifications in Latin America. Abgerufen am 27. Januar 2018.
9. ↑  A History of Mexican Americans in California: Introduction. Archiviert vom Original (nicht mehr online verfügbar) am 11. Oktober 2006; abgerufen am 2. Juli 2012.  Info: Der Archivlink wurde automatisch eingesetzt und noch nicht geprüft. Bitte prüfe Original- und Archivlink gemäß Anleitung und entferne dann diesen Hinweis.
10. 1 2 3 4 5  Gibson, Campbell: Historical Census Statistics on Population Totals By Race, 1790 to 1990, and By Hispanic Origin, 1970 to 1990, For The United States, Regions, Divisions, and States. In: Working Paper Series No. 56. 2002, archiviert vom Original am 26. März 2010; abgerufen am 7. Dezember 2006.
11. ↑  US Population in the 1930 Census by Race. 2002, abgerufen am 7. Dezember 2006.
12. ↑  Gross, Ariela J.: Texas Mexicans and the Politics of Whiteness. Law and History Review, archiviert vom Original am 26. September 2003; abgerufen am 2. Juli 2012.
13. ↑  Ian F. Haney-Lopez: White by Law: The Legal Construction of Race. New York University, 1996, S. 61.
14. ↑  Flores Niemann Yolanda et al.: Black-Brown Relations and Stereotypes. 2003.
15. ↑  Charles Ramírez Berg: Latino Images in Film: Stereotypes, Subversion, & Resistance. 2002.
16. ↑  Chad Richardson: Batos, Bolillos, Pochos, and Pelados: Class & Culture on the South Texas Border. 1999.
17. ↑  Jason Oakes: All the King’s Elvii: identifying with Elvis through musical tribute. In: Shane Homan (Hrsg.): Access All Eras: Tribute Bands and Global Pop Culture. Open University Press, Berkshire, England 2006, ISBN 0-335-21691-9, 2.10, S. 177 f. (englisch, Google-Books-Leseprobe [abgerufen am 7. Oktober 2017]).
18. ↑  Jack Citrin, Amy Lerman, Michael Murakami & Kathryn Pearson: Testing Huntington: Is Hispanic Immigration a Threat to American Identity? In: Perspectives on Politics. Volume 5, Issue 01, Februar 2007, S. 31–48
19. ↑  Scott J. South, Kyle Crowder & Erick Chavez: Geographic Mobility and Spatial Assimilation among U.S. Latino Immigrants. In: International Migration Review. 39 (3), 2005, S. 577–607, DOI:10.1111/j.1747-7379.2005.tb00281.x